# نوربرت كوفاتش
نوربرت كوفاتش (بالمجرية: Kovács Norbert)‏ (13 أبريل 1977 في المجر - ) هو لاعب كرة قدم مجري في مركز الدفاع. شارك مع منتخب المجر تحت 21 سنة لكرة القدم. أما مع النوادي، فقد لعب مع نادي بكسكابا 1912 إلوره وBKV Előre SC ‏ وIII. Kerületi TVE ‏ ونادي سيبيل ‏.